# 劉淞洲
劉淞洲（1953年—2015年4月24日），綽號老哥或地下校長，是一位外省籍的的臺灣閩南語創作歌手。他長年在國立臺灣大學擔任宿舍工友，並曾與水晶唱片簽約發行唱片。

## 生平

### 早年生活
劉淞洲的父親是一位來自河南的中華民國國軍退役軍官，母親則來自雲南。他與十個兄弟姊妹居住於位在臺中縣大里鄉的銀聯一村，但彼此相處感情不睦，他更因此經常與他人發生肢體及言語衝突。他自述在幼時經常因身體問題而突然昏死。6歲時，他開始抽菸、喝酒。同時，他經常在生活中接觸豫劇、野台布袋戲、歌仔戲、賣藥秀、那卡西。他更在就讀國小四、五年級時開始嘗試寫作歌曲。
他在15歲時被父親送入陸軍士官學校就讀；其間，他曾學習樂器演奏，更曾組織樂團。
十年後，他終於自士官長職務退伍；但是，他在進入輔仁大學法律系夜間部就讀兩個月後即因參與集體鬥毆遭退學處份。後來，他曾擔任送報生、計程車司機、自助餐店老闆、家具工廠從業員、徵信社調查員、清道夫、保險推銷員；但是，大多工作都持續不到一年，他更經常四處喝酒鬧事。其間，他的妻子決定離他而去。

### 進入臺大任職後
34歲時，他進入國立臺灣大學擔任宿舍工友，並因喜愛彈吉他唱歌而與不少學生結交相識，更曾與學生沈懷一等人以宿舍編號為名組成「431歌劇團」及「革命嬉皮樂團」。
41歲時，他經水晶唱片發行首張個人專輯《魔神仔的世界》；其中，他把個人生活歷練及體會寫作為詞曲，更以濃厚道地臺灣風格演唱。
45歲，他再度發行第二張專輯《亂》（或作《亂男老哥》、《老哥》）；該張專輯除延續《魔神仔的世界》的風格，更加深對於社會現象的批判與省思。
在水晶唱片倒閉後，他仍持續將個人創作分享於網際網路供人免費聽閱。
2015年4月24日，他被發現赤裸上身陳屍於國立臺灣大學宿舍值班室旁浴缸之中。

### 軼事
- 他經常在國立臺灣大學宿舍值班室翻閱政治評論書籍[5]或者漫步於四獸山[4]尋找靈感。
- 他喜歡抽菸、喝酒，以及嚼食檳榔。[1]

## 作品

### 431歌劇團

#### 專輯
- 《愛死亞洲第一輯》(與濁水溪公社、雷光夏、Box、黑鳥等共同發行，水晶唱片)[1]

### 個人

#### 專輯
- 《魔神仔的世界》(水晶唱片，1994年)
- 《亂男老哥》(水晶唱片，1998年)[1]

#### 作曲
- 〈南投調〉(1997年；彭百顯競選南投縣長宣傳歌曲)[9]

## 語錄
- 「我的音樂天賦得感謝我爸媽把我當雞鴨養。那個年代，雞鴨要是昏死過去，鄉下人就把雞鴨放進盆裡，蓋上蓋，把牠敲醒活過來。我剛生下來時很瘦弱，每次昏過去，家人就把我放到雞鴨盆裡，死命地敲呀，久了，自然培養出韻律感。」[10]
- 「大學生出路多。我呢，就只有工友路。」[10]
- 「當然啦，如果有人要炒作我，我還是願意。哪天我要真紅了，我還照樣幹台大工友。誰說有錢人就要開賓士？山珍海味吃下去還不是變成大便？」[10]

## 家族
- 曹蘭是他的外甥女[1]
- 王海玲是他長兄的配偶[4]

## 外部連結
- 邱顯忠. . 《臺灣日報》副刊. 1997-10  [2017-06-14]. （原始内容存档于2017-12-01） （中文（繁體））.